# Zapasnoj igrok
Zapasnoj igrok (Запасной игрок) è un film del 1954 diretto da Semёn Alekseevič Timošenko.